# Peter Suter (Architekt)
Peter Suter (* 30. Mai 1914 in Basel; † 21. November 1998 ebenda) war ein Schweizer Architekt.

## Leben
Peter Suter war der Sohn des Architekten Rudolf Suter und dessen Ehefrau Emilie Suter, geborene Oeri.
Nach dem Studium, das er 1935 an der TH München begann, legte Suter 1939 das Diplom an der Technischen Hochschule Aachen ab und trat nach praktischer Tätigkeit 1943 in das Büro Suter & Burckhardt in Basel ein. Von 1945 war er zusammen mit seinem älteren Bruder Hans Rudolf Partner des Büros Suter & Suter. Er ist vor allem für seine Industrie- und Verwaltungsbauwerke in Europa und Übersee bekannt. Von 1971 bis 1985 war er Verwaltungsrat des in eine Aktiengesellschaft umgewandelten Architekturbüros. Ab 1965 folgte er einem Lehrauftrag für Industriebau an der Architekturabteilung der ETH Zürich und war Mitgründer des Internationalen Instituts für Industrieplanung (1969–1976) in Wien.
Peter Suter war mit Elisabeth Franziska Suter-Dürsteler verheiratet, einer Sammlerin für altpersische Antiquitäten, und war auch selbst als Kunstsammler tätig.

## Werke (Auswahl)
- Lonza-Hochhaus, Basel (1960–1962)
- Sulzer-Hochhaus, Winterthur (1962–1966)